# Pál Bogár
Pour les articles homonymes, voir Bogar (homonymie).
Dans le nom hongrois Bogár Pál, le nom de famille précède le prénom, mais cet article utilise l’ordre habituel en français Pál Bogár, où le prénom précède le nom.
Pál Bogár, né le 2 septembre 1927, à Timișoara, en Roumanie et décédé le 17 août 2012, est un joueur hongrois de basket-ball.

## Palmarès
- Finaliste du championnat d'Europe 1953
- Champion d'Europe 1955